# Havetoft
Havetoft (tidligere også Havetofte og Hovtoft, jysk Håwtåwt) er en landsby og kommune beliggende nord for Havetoft Sø i landskabet Angel i Sydslesvig midtvejs mellem købstæderne Flensborg og Slesvig by.. Administrativt hører kommunen under Slesvig-Flensborg kreds i den nordtyske delstat Slesvig-Holsten. Kommunen samarbejder på administrativt plan med andre kommuner i omegnen i Sydangel kommunefællesskab (Amt Südangeln). Den sønderjyske kommune består af de to landsbyer Havetoft og Hostrup samt flere små bebyggelser som Bondsbølgade (også Bondesbøl, Bunsbøl og Solbjærgskær, på tysk: Bunsbüllstraße eller Solbergkjär), Havetoftmark (Havetoftfeld), Holming, Holmingmark (Holmingfeld), Hostrup, Hostrupmark (Hostrupfeld), Hostrupskov (Hostrupholz), Kollehav (på angeldansk: Kalleshaw), Krogsbøl (Kroxbüll), Nørreskjel (Nordscheide), Nyhjem (Neuheim), Nygård (Neuhof), Østerhavetoft (eller Kolk), Sønderhavetoft og Vesterskjel eller Vesterskel (Westscheide) og kådnerstedet Søgejl (Seegeil).
Landsbyen er sogneby i Havetoft Sogn. Sognet lå i Strukstrup og Satrup Herred (begge Gottorp Amt), mindre dele omkring Holming under Ugle Herred (Flensborg Amt), da området tilhørte Danmark.

## Geografi
Området er let kuperede terræn med sandet jord og enkelte hedepletter, det regnes derfor til Angels mindre frugtbare del, Lusangel. Syd for landsbyen Havetoft ligger Havetoft Sø, hvorfra Møllebækken har sit udspring.

## Historie
Den nuværende kommune opstod, da Havetoft blev slået sammen med Hostrup ved kommunalreformen i 1974. Havetoft blev første gang nævnt i 1302. Stednavnet Havetoft er afledt af have som indhegnet areal. Selve landsbyen er anlagt som typisk rundby. Stednavnet Hostrup er første gang nævnt 1425 som Hostrop. Navnet er afledt af personnavnet Hors (oldnordisk hross) og -rup. Måske har stedet i ældre tid været benyttet til græsgang for heste.
Øster- og Sønderhavetoft er udflytterbyer fra Havetoft, Hostrupskov er en udflytterby fra Hostrup. Nørreskjel eller Nordskel (Nordscheide, beliggende ved Hostrupskov) og Vesterskjel (Westscheide, beliggende mellem Havetoft og Klapholt) er kolonistbyer, der opstod som led i den jyske hedekolonisation omkring 1763.
Havetoft er sogneby i Havetoft Sogn. Til Havetoft Sogn hører også Torsballe, Havetoftløjt med Løjtholm, Svendholt, Løjt-Vestermark og -Østermark, Damholm samt Solbjergkjær, som administrativ hører til Midtangel Kommune samt Klapholt. Mens den største del af kommunens byer hørte til Strukstrup Herred i Gottorp Amt, hørte den nord for liggende Holming og enkelte steder i Hostrup og Holstrupskov til Ugle Herred i Flensborg Amt.
Byens romanske landsbykirke fra 1100-tallet er viet til Jomfru Maria. Kirkens klokker hænger separat i en 1763 byggede klokkestabel ved siden af kirken.
I årene 1950 til 1965 fandtes der en dansk skole i Hostrup.

## Våben
Kommunens våben kombinerer kommunens to hovedbyer Havetoft (med en havelåge) og Hostrup (med et hestehoved). Både Havetoft og Hostrup er landbrugspræget og der ligger flere landbrugsbedrifter i nærområdet.